# Aechmina
Aechmina is een geslacht van uitgestorven kreeftachtigen uit de klasse van de Ostracoda (mosselkreeftjes).

## Soorten
- Aechmina (Fovaechmina) foyea Schallreuter, 1995 †
- Aechmina acommunis Neckaja, 1966 †
- Aechmina adinobasota Lundin, 1965 †
- Aechmina aechmessa Oepik, 1953 †
- Aechmina armata Abushik, 1960 †
- Aechmina avita Loranger, 1963 †
- Aechmina beleniana Pribyl, 1984 †
- Aechmina bigeneris Swartz, 1936 †
- Aechmina bispinata Kraft, 1962 †
- Aechmina bovina Jones, 1887 †
- Aechmina brevicornis Jones, 1887 †
- Aechmina carbonifera Smith, 1911 †
- Aechmina centralis Kummerow, 1939 †
- Aechmina choanobasota Kesling, 1952 †
- Aechmina ciecerensis Gailite, 1970 †
- Aechmina clavulus Jones & Holl, 1869 †
- Aechmina cornuta Neckaja, 1958 †
- Aechmina cortezensis Mcclellan, 1973 †
- Aechmina crassicornis Swartz & Swain, 1941 †
- Aechmina crenulata Stewart, 1937 †
- Aechmina depressicornis Jones, 1887 †
- Aechmina duvalensis Copeland, 1993 †
- Aechmina equilateralis Bassler, 1941 †
- Aechmina eupunctella Swartz & Whitmore, 1956 †
- Aechmina fallax Ivanova, 1960 †
- Aechmina fimbriata Swartz & Swain, 1941 †
- Aechmina fossulifera Zbikowska, 1973 †
- Aechmina fragilis Lundin, 1965 †
- Aechmina geneae Roth, 1929 †
- Aechmina girouardi Copeland, 1974 †
- Aechmina gracilis Blumenstengel, 1965 †
- Aechmina ionensis Kay, 1940 †
- Aechmina jonesi Chapman, 1904 †
- Aechmina kitabiana Mikhailova, 1990 †
- Aechmina longicornis Ulrich & Bassler, 1932 †
- Aechmina longior Bassler, 1941 †
- Aechmina longioroidea Stewart, 1950 †
- Aechmina longispina Coryell & Cuskley, 1934 †
- Aechmina maccormicki Copeland, 1973 †
- Aechmina magnaspina Smith, 1956 †
- Aechmina maquoketensis Keenan, 1951 †
- Aechmina marginata Ulrich, 1891 †
- Aechmina mediana Abushik, 1971 †
- Aechmina mojeroiensis Neckaja, 1966 †
- Aechmina molengraaffi Botke, 1916 †
- Aechmina monstra Neckaja, 1966 †
- Aechmina obtusa Jones, 1893 †
- Aechmina oleskoiensis Neckaja, 1966 †
- Aechmina ovata Mikhailova, 1990 †
- Aechmina overi Copeland, 1989 †
- Aechmina paeckelmanni Rabien, 1954 †
- Aechmina perexcelsa Zbikowska, 1973 †
- Aechmina perpendicularis Lundin, 1965 †
- Aechmina phantastica Kesling, 1953 †
- Aechmina prora Loranger, 1963 †
- Aechmina punctata (Krause, 1892) Botke, 1916 †
- Aechmina richmondensis Ulrich & Bassler, 1923 †
- Aechmina serrata Stewart, 1936 †
- Aechmina sesquipedalis Lundin, 1965 †
- Aechmina simplex Ulrich & Bassler, 1923 †
- Aechmina spinoarcuata Nehring-Lefeld, 1985 †
- Aechmina spinoterminata Swartz, 1936 †
- Aechmina striata Boucek, 1936 †
- Aechmina subcuspidata Abushik, 1968 †
- Aechmina subcuspidata Ivanova, 1960 †
- Aechmina subvexa Pribyl, 1988 †
- Aechmina temperata Zbikowska, 1973 †
- Aechmina tenuispina Zagora (K.), 1967 †
- Aechmina truncata Coryell & Cuskley, 1934 †
- Aechmina tumoricornis Zbikowska, 1973 †
- Aechmina varia Kolosnitsyna, 1974 †
- Aechmina ventadorni Vannier, 1986 †
- Aechmina ventralis Ulrich & Bassler, 1923 †